# 约翰·哈奇
约翰·哈奇（英語：John Hatch，1962年2月23日—），生于卡尔加里，加拿大前男子篮球运动员。他曾随加拿大国家队参加1984年和1988年两届夏季奥运会，分别获得第四名和第六名。